# الدوري الجزائري لكرة السلة
بطولة كرة السلة الجزائرية هو دوري كرة سلة في الجزائر تأسس في 1962، يلعب فيه 14 فريقاً. يعتبر فريق المجمع الرياضي البترولي الأكثر فوزا به.

## تاريخ
بدأت كرة السلة قبل استقلال الجزائر، كان هناك الدوري الإقليمي بقيادة الاتحاد الفرنسي. بعد استقلال الجزائر في عام 1962، بدأت بطولة كرة السلة الجزائرية في العام نفسه.

## أبرز الفرق
- المجمع الرياضي البترولي
- مولودية وهران
- شباب الدار البيضاء